# 도노리
도노리(Donòri)는 이탈리아 사르데냐주 수드사르데냐도에 있는 코무네로, 칼리아리에서 북쪽으로 약 25 킬로미터 (16 mi) 떨어져 있다. 2004년 12월 31일 기준으로 인구는 2,104명이고 면적은 35.2 제곱킬로미터 (13.6 mi2)이다.
도노리는 다음 코무네와 접한다: 바랄리, 사마차이, 산탄드레아 프리우스, 세르디아나, 우사나.